# Iktinos
Iktinos (även Iktious eller Ictinus) var en arkitekt verksam i mitten av 400-talet f.Kr. och som tillsammans med Kallikrates ritade Parthenon i Aten, Grekland.  
Ytterst lite är känt om Iktinos liv, den mesta informationen baseras på  Plutarchos texter.
Det mest kompletta bevarade exemplet på Iktinos arbete är Hefaistostemplet i Aten, vilket bevarats då det varit en kristen kyrka. Det är ett doriskt tempel. Iktinos antas även ha ritat Apollotemplet vid Bassae, det första kända användandet av en korintisk kolonn, och även Telesterionhelgedomen i Eleusis, en gigantisk sal som användes för de eleusinska mysterierna.
Konstnären Jean Auguste Dominique Ingres målade en scen som visar Iktinos tillsammana med lyrikern Pindaros - målningen är känd som Pindar och Ictinus och hänger på National Gallery, London. 

## Eftermäle
Nedslagskratern Ictinus på planeten Merkurius är uppkallad efter honom.